# Gare de Chapelle-à-Wattines
La gare de Chapelle-à-Wattines est une ancienne gare ferroviaire belge de la ligne 94, de Hal à Froyennes (frontière) située à Chapelle-à-Wattines, dans la commune de Leuze-en-Hainaut, en région wallonne dans la province de Hainaut.
Elle est mise en service en 1881 par les Chemins de fer de l’État belge et ferme à tous trafics en 1984.

## Situation ferroviaire
La gare de Chapelle-à-Wattines était située au point kilométrique (PK) 47,5 de la ligne 94, de Hal à Froyennes (frontière) entre la gare, fermée, de Ligne et celle de Leuze-en-Hainaut.

## Histoire
La ligne de Tournai à Ath se prolongeant vers Jurbise est mise en service en 1847-48 par la Compagnie du chemin de fer de Tournay à Jurbise. Elle est exploitée par l'Administration des chemins de fer de l’État belge, lesquels font appel à une autre compagnie pour prolonger cette ligne en 1865-66 en direction de Bruxelles (Hal) et Calais (Lille).
C'est seulement le 12 novembre 1881 que l’État belge accepte d'ajouter un arrêt à Chapelle-à-Wattines.
D'abord un simple point d'arrêt ouvert à titre d'essai les lundis et jeudis, elle devient une véritable station en juin 1882.
En 1903, le Gouvernement valide un crédit pour la construction d'un bâtiment de gare à Chapelle-à-Wattines et il est adjugé le 13 avril 1904 pour un prix de près de 35 000 francs. Il s'agit d'un bâtiment de plan-type 1895, modèle fort répandu en Belgique. Il possédait une aile de trois travées à droite du corps central, contrairement à celui de la gare de Barry-Maulde qui avait la disposition opposée. Sa construction est complète vers 1908 et l'on peut alors transformer le premier bâtiment en abri pour les voyageurs.
L'une des ailes du bâtiment abritera une cabine de signalisation (block 29). Dans les années 1970, la gare perd son guichet et redevient un simple point d'arrêt sans personnel.
Face au recul du nombre de voyageurs, la SSNCB décide de supprimer la plupart des gares entre Hal et Tournai avec l'instauration du plan IC-IR, le 3 juin 1984. Celle de Chapelle-à-Wattines disparaît alors et son bâtiment est démoli.
La place de la gare, pavée, est devenue la place Gabrielle Petit. Des box à garages ont été aménagés le long de l'ancien quai 1.